# Jason York
Jason Andrew York (* 20. Mai 1970 in Nepean, Ontario) ist ein ehemaliger kanadischer Eishockeyspieler, der im Verlauf seiner aktiven Karriere zwischen 1987 und 2007 unter anderem 791 Spiele für die Detroit Red Wings, Mighty Ducks of Anaheim, Ottawa Senators, Nashville Predators und Boston Bruins in der National Hockey League auf der Position des Verteidigers bestritten hat. Seinen größten Karriereerfolg feierte York jedoch bei seiner einzigen Spielzeit in Europa, wo er mit dem HC Lugano im Jahr 2006 Schweizer Meister wurde.

## Karriere
York spielte während seiner Juniorenzeit für die Hamilton Steelhawks, Windsor Spitfires und Kitchener Rangers in der Ontario Hockey League. Er wurde beim NHL Entry Draft 1990 in der siebten Runde an insgesamt 127. Position von den Detroit Red Wings ausgewählt. Von 1991 bis 1993 spielte der Abwehrspieler fast ausschließlich beim Farmteam der Red Wings, den Adirondack Red Wings, in der American Hockey League. Auch die Spielzeit 1993/94 verbrachte York beim Farmteam, bestritt 74 Partien in der AHL und erzielte insgesamt 66 Scorerpunkte. 
Nachdem York bis 1995 nur 19 NHL-Einsätze für die Red Wings absolviert hatte, gaben ihn die Verantwortlichen an die Mighty Ducks of Anaheim ab. Der Wechsel nach Anaheim brachte den Verteidiger mehr Spielpraxis. In fast zwei Jahren bei den Ducks erhielt er 94 Einsätze in der NHL, in denen er 32 Punkte erzielen konnte und zudem 100 Strafminuten erhielt. Danach tauschten die Kalifornier den Abwehrspieler mit Shaun Van Allen und Ted Drury und schickten ihn dafür als Entschädigung zu den Ottawa Senators. 
York blieb fünf Jahre in Ottawa und wurde dabei zum Stammspieler der Senators. Dabei gelang in jedem Spieljahr der Einzug in die Playoffs, in denen die Mannschaft jedoch frühzeitig scheiterte. Im Jahr 2001 kehrte er wieder nach Anaheim zurück. Er schaffte den Sprung in die Stammformation der Kalifornier, wurde in der folgenden Saison jedoch zu deren Farmteam, den Cincinnati Mighty Ducks abgeschoben und absolvierte nur noch vier Partien im Farmteam. 
Im Jahr 2002 nahmen ihn die Nashville Predators unter Vertrag. Auch dort etablierte er sich als eine wichtige Stütze in der Defensive der Predators und konnte sich in der Saison 2003/04 mit dem Team für die Playoffs qualifizieren. Nach dem Ausfall der Spielzeit 2004/05 wegen eines mehrmonatigen Streiks wechselte der Kanadier 2005 in die Schweiz zum HC Lugano. Dort fiel er vor allem aufgrund seiner harten Spielweise auf und saß in 34 Partien insgesamt 122 Minuten auf der Strafbank. Nach Auslaufen des Vertrages bei Lugano kehrte er wieder in die Vereinigten Staaten zurück und unterschrieb einen Vertrag bei den Boston Bruins. In Boston brachte er es noch auf 49 NHL-Partien, bevor er seine aktive Karriere beendete.

## Erfolge und Auszeichnungen
- 1992 Calder-Cup-Gewinn mit den Adirondack Red Wings
- 1994 AHL First All-Star Team
- 2005 Spengler Cup All-Star-Team
- 2006 Schweizer Meister mit dem HC Lugano

## Karrierestatistik
(Legende zur Spielerstatistik: Sp oder GP = absolvierte Spiele; T oder G = erzielte Tore; V oder A = erzielte Assists; Pkt oder Pts = erzielte Scorerpunkte; SM oder PIM = erhaltene Strafminuten; +/− = Plus/Minus-Bilanz; PP = erzielte Überzahltore; SH = erzielte Unterzahltore; GW = erzielte Siegtore; 1 Play-downs/Relegation; Kursiv: Statistik nicht vollständig)